# Sistema politónico
El Sistema politónico, derivado de Πολυτονική γραφή της ελληνικής γλώσσας [Polytonikí grafí tis ellinikís glóssas (Escritura politónica de la lengua griega)]; Πολυτονικό σύστημα γραφής της ελληνικής γλώσσας [Polytonikó sýstima grafís tis ellinikís glóssas (Sistema de escritura politónica de la lengua griega)], es el sistema de escritura usado para escribir griego antiguo, griego koiné, griego bizantino y καθαρεύουσα (katharévousa).  Comprende un conjunto de reglas para la utilización de los diacríticos usados en esa lengua: el acento agudo, el acento grave, el acento circunflejo, el espíritu áspero, el espíritu suave, la diéresis, la coronis y la iota suscrita. 
El término politónico significa ‘de muchos acentos’ y se opone al sistema monotónico de escritura del griego, que utiliza un solo tipo de acento (el acento agudo o τόνος, tonos).

## Espíritus
Los espíritus son símbolos que se escriben sobre una vocal, diptongo o letra ro (Ρ ρ) iniciales de palabra. El término espíritu no significa ‘alma’, como pudiera pensarse, sino más bien ‘aliento’ o ‘soplo’, porque indicaba la presencia o ausencia de una aspiración [h] al inicio de una palabra. El espíritu áspero ( ῾ ) indicaba la presencia de esta aspiración, el espíritu suave ( ᾿ ) indicaba su ausencia.
Los espíritus se colocan:
- a la izquierda de una letra mayúscula: Ἁ, Ἀ, Ῥ, ᾿Ρ
- encima de una letra minúscula: ἁ, ἀ, ῥ, ῤ
- sobre la segunda vocal de un diptongo: Αὑ, αὑ, Αὐ, αὐ.

Toda palabra que empieza con vocal o con ro debe llevar espíritu, excepto si la palabra está toda en mayúsculas. Una iota adscrita no puede llevar diacríticos y es por ello que es posible distinguirla en un texto: Ἄιδης no inicia con el diptongo ᾱι, porque si lo fuera se escribiría Αἵ- (hay que tener en mente que es el segundo elemento de un diptongo el que lleva los diacríticos), por lo tanto debe existir un elemento que impida que la iota sea acentuada, este elemento es una iota adscrita, de tal manera que la palabra anterior se podría escribir también ᾍ-.

### Espíritu áspero
El espíritu áspero (en griego πνεῦμα δασύ, pneuma dasý, 'soplo rudo') originalmente era usado en el alfabeto por los atenienses, el fonema [h] se indicaba mediante la letra eta (Η), que posteriormente se volvió la H del alfabeto latino. A consecuencia de la reforma del año 403 a. C., con la cual el modelo jónico del alfabeto se oficializó en Atenas y posteriormente se impuso en el resto de Grecia, la eta pasó a tener el valor de e larga, ya que la aspiración que anteriormente representaba no existía en el dialecto jónico. La aspiración, sin embargo, seguía existiendo en otros dialectos (inclusive el hablado en Atenas misma) pero dejó de representarse con la implantación del modelo jónico. Esta situación cambió en el siglo III a. C., cuando se introdujo el uso de una H partida en dos de manera vertical para representar la aspiración. Más tarde, este símbolo se simplificó en una L hasta que finalmente, en el siglo XII d. C., se simplificó aún más, hasta quedar convertido en el símbolo ( ῾ ). Con todo, cabe notar que, en el siglo XII la aspiración [h] no existía más en el idioma griego, por lo que su representación no era ya nada más que un arcaísmo innecesario.
El espíritu áspero se usa solo en las vocales iniciales y en ro al inicio de palabra, por lo que no hay manera de indicar una [h] en medio de palabra; por ejemplo, ὁδός ('vía') se lee hodós, pero la palabra compuesta σύνοδος (sýnodos, 'reunión'), no indica que habría que leer sýnhodos, con h aspirada.
En el dialecto ático de Atenas, el fonema /r/ siempre era sordo al inicio de palabra: para indicar este fenómeno, se amplió el uso del espíritu áspero: toda ro inicial había de llevarlo. Este uso del espíritu áspero sobre la letra ro es la razón por la cual su nombre en griego, ῥo, se transcribía como rho hasta la edición de 1992 del DRAE.

### Espíritu suave
Mientras que el espíritu áspero indica la presencia del fonema [h], el espíritu suave indica la ausencia de tal fonema. De hecho, su única función es la de permitir una más fácil lectura ya que, como solo las vocales iniciales lo pueden llevar, indica claramente el inicio de palabra. En los escritos medievales, donde convenciones modernas como el espaciamiento entre palabras no es particularmente evidente, es fácil ver que un signo que indica el inicio de palabra tenía una gran importancia.
Como se indicó anteriormente, la ro es la única consonante que acepta el espíritu áspero; por convención, en palabras que se escriben con dos ros consecutivas la primera lleva espíritu suave y la segunda, espíritu áspero: πολύῤῥιζος polýrridzos, 'de muchas raíces'.

## Acentos
El griego antiguo era una lengua con acento tonal, al igual que el sánscrito védico y probablemente el protoindoeuropeo. Tenía un tono alto, tal vez un tono bajo y una combinación de tono alto seguido de un descenso de tono.
Durante el periodo helenístico, los filólogos alejandrinos introdujeron la convención de indicar la posición de estos tonos, cosa que los textos clásicos no hacían hasta ese entonces. El sistema elegido fue muy simple: la elevación en el tono de voz se indicó con una rayita que subía ( ´ ), la elevación e inmediato descenso del tono, con una rayita que subía y bajaba ( ^ ) y la ausencia o descenso del tono, con una rayita que bajaba ( ` ). Al principio, estos símbolos se colocaban sobre todas las vocales de una palabra: Ἂφρὸδίτὴ; pero pronto se impuso el uso de únicamente el acento agudo por no haber riesgo de malinterpretación ya que solo podía haber un acento tonal por palabra: Ἀφροδίτη.
La posición de los acentos es semejante a la de los espíritus:
- encima de una letra minúscula: ά, ᾶ, ὰ
- a la izquierda de una mayúscula, pero después del espíritu: Ἄ, Ἂ, Ἆ
- sobre la segunda vocal de un diptongo y si el diptongo es inicial, después del espíritu: αύ, αὺ, αῦ, αὔ, αὒ, αὖ, Αὔ, Αὒ, Αὖ.

Cuando el texto está íntegramente escrito en mayúsculas, los acentos, al igual que los espíritus, no se escriben.

### Acento agudo
La elevación en el tono de voz se representaba con el acento agudo (τόνος ὀξύς, tónos oksýs, 'tono agudo'). De acuerdo con testimonios de gramáticos antiguos, esta elevación en el tono llegaba hasta una quinta (esto es, cinco notas musicales de diferencia).
El acento agudo se puede escribir sobre cualquier vocal o diptongo, pero su posición no puede ir más allá de la antepenúltima sílaba si la última vocal es breve, o no más allá de la penúltima, si la última vocal es larga.

### Acento grave
El acento grave (en griego, τονὸς βαρύς, tonòs barýs, 'tono pesado') se utilizaba para señalar un tono cuya pronunciación no se ha podido determinar con exactitud. En los primeros escritos, todas las vocales átonas lo llevaban lo que haría pensar que no se trataba de un tono verdadero (como un tono bajo) sino más bien que se trataba de la ausencia del tono alto. Con el paso del tiempo, su uso se ha limitado a escribirlo sobre palabras con acento agudo en la última sílaba cuando son seguidas de otra palabra en la misma frase, sin saber con certeza qué es lo que indica. De esta manera, el acento grave se escribe en lugar del agudo en casos como el siguiente: τονός (con acento agudo) se vuelve τονὸς (con acento grave) en la expresión τονὸς βαρύς, por ejemplo, porque τονός no es la última palabra de la frase.

### Diéresis
La diéresis apareció en griego durante la Edad Media colocándola sobre una iota o ípsilon para indicar que estas letras no eran la segunda vocal de un diptongo sino el inicio de una nueva sílaba. Por ejemplo: αὐτή, autế [aʷtɛ́ː] 'ella misma', pero ἀϋτή, aütế [a.yːtɛ́ː] 'grito de guerra'.
La diéresis a veces se omite en la escritura cuando no hay peligro de ambigüedad, pero si el escriba decide usarlo, se usa inclusive en textos escritos totalmente en mayúsculas, a diferencia de los acentos y los espíritus que se omiten en este caso.

## Iota muda o suscrita
El griego antiguo poseía diptongos cuya la primera vocal era larga (ᾱι [aːʲ], ηι [ɛːʲ] y ωι [ɔːʲ]). Sin embargo, en el dialecto de Atenas (que se volvió el más influyente) estos diptongos fueron simplificados a partir del siglo III, ya sea por abreviación de la vocal larga ([aːʲ] > [aʲ]) o más frecuentemente por monoptongación ([aːʲ] > [aː]). Las inscripciones antiguas escriben ΑΙ, ΗΙ, ΩΙ antes del siglo III y Α, Η, Ω después de ese tiempo.
Las manuscritos medievales, apelando a un purismo etimológico, decidieron reintroducir la iota perdida en esos diptongos, pero, para indicar que no se pronunciaba, la colocaban debajo de la vocal afectada (iota suscrita): νεανίᾳ, neanía(i), 'joven'.
Las mayúsculas también pueden llevar la iota etimológica suscrita (ᾼ, ῌ, ῼ) o adscrita ( Αι, Ηι, Ωι). Cuando la iota es adscrita, no lleva nunca ningún signo diacrítico para indicar que no se pronuncia. Si en una reunión de dos vocales la segunda lleva diacríticos, se trata en ese caso de un verdadero diptongo y no de una iota adscrita.

## Coronis
La crasis es la contracción de dos vocales en hiato en palabras contiguas y se indica mediante el símbolo llamado coronis (κορωνίς / korônís) sobre la vocal que sobrevive la contracción. La coronis es muy semejante en apariencia al espíritu suave, pero como el espíritu suave solo se encuentra al inicio de palabra no hay riesgo de confusión: καὶ ἐγώ / kaì egố ('también yo') se vuelve κἀγώ / kagố después de la crasis.
Cuando la primera de las dos vocales que se contraen lleva aspiración, la coronis se reemplaza por un espíritu áspero: ὁ ἐμός, ho emós > οὑμός, houmós ('el mío'). Si es la segunda vocal la que lleva la aspiración y si esta aspiración se puede sustituir por una consonante aspirada, la coronis permanece como espíritu suave: τῇ ἡμέρᾷ / tễi hêmérâi > θἠμέρᾷ / thêmérâi ('el día', dativo singular). La coronis es un símbolo usado solo a partir de la Edad Media.

## Tabla de diacríticos

### Mayúsculas
| espíritu, etc. | acento      | — | vocales | vocales | vocales | vocales | vocales | vocales | vocales | vocales  | vocales  | vocales  | rho |
| espíritu, etc. | acento      | — | —       | —       | —       | —       | —       | —       | —       | adscrito | adscrito | adscrito | rho |
| -------------- | ----------- | - | ------- | ------- | ------- | ------- | ------- | ------- | ------- | -------- | -------- | -------- | --- |
| —              | —           |   | Α       | Ε       | Η       | Ι       | Ο       | Υ       | Ω       | ᾼ        | ῌ        | ῼ        | Ρ   |
| —              | agudo       | ´ | Ά       | Έ       | Ή       | Ί       | Ό       | Ύ       | Ώ       |          |          |          |     |
| —              | grave       | ` | Ὰ       | Ὲ       | Ὴ       | Ὶ       | Ὸ       | Ὺ       | Ὼ       |          |          |          |     |
| suave          | —           | ᾿ | Ἀ       | Ἐ       | Ἠ       | Ἰ       | Ὀ       |         | Ὠ       | ᾈ        | ᾘ        | ᾨ        |     |
| suave          | agudo       | ῎ | Ἄ       | Ἔ       | Ἤ       | Ἴ       | Ὄ       |         | Ὤ       | ᾌ        | ᾜ        | ᾬ        |     |
| suave          | grave       | ῍ | Ἂ       | Ἒ       | Ἢ       | Ἲ       | Ὂ       |         | Ὢ       | ᾊ        | ᾚ        | ᾪ        |     |
| suave          | circunflejo | ῏ | Ἆ       |         | Ἦ       | Ἶ       |         |         | Ὦ       | ᾎ        | ᾞ        | ᾮ        |     |
| áspero         | —           | ῾ | Ἁ       | Ἑ       | Ἡ       | Ἱ       | Ὁ       | Ὑ       | Ὡ       | ᾉ        | ᾙ        | ᾩ        | Ῥ   |
| áspero         | agudo       | ῞ | Ἅ       | Ἕ       | Ἥ       | Ἵ       | Ὅ       | Ὕ       | Ὥ       | ᾍ        | ᾝ        | ᾭ        |     |
| áspero         | grave       | ῝ | Ἃ       | Ἓ       | Ἣ       | Ἳ       | Ὃ       | Ὓ       | Ὣ       | ᾋ        | ᾛ        | ᾫ        |     |
| áspero         | circunflejo | ῟ | Ἇ       |         | Ἧ       | Ἷ       |         | Ὗ       | Ὧ       | ᾏ        | ᾟ        | ᾯ        |     |
| diéresis       | —           | ¨ |         |         |         | Ϊ       |         | Ϋ       |         |          |          |          |     |
| macrón         | —           | ˉ | Ᾱ       |         |         | Ῑ       |         | Ῡ       |         |          |          |          |     |
| breve          | —           | ˘ | Ᾰ       |         |         | Ῐ       |         | Ῠ       |         |          |          |          |     |

### Minúsculas
| espíritu, etc. | acento      | — | vocales | vocales | vocales | vocales | vocales | vocales | vocales | vocales  | vocales  | vocales  | rho |
| espíritu, etc. | acento      | — | —       | —       | —       | —       | —       | —       | —       | suscrito | suscrito | suscrito | rho |
| -------------- | ----------- | - | ------- | ------- | ------- | ------- | ------- | ------- | ------- | -------- | -------- | -------- | --- |
| —              | —           |   | α       | ε       | η       | ι       | ο       | υ       | ω       | ᾳ        | ῃ        | ῳ        | ρ   |
| —              | agudo       | ´ | ά       | έ       | ή       | ί       | ό       | ύ       | ώ       | ᾴ        | ῄ        | ῴ        |     |
| —              | grave       | ` | ὰ       | ὲ       | ὴ       | ὶ       | ὸ       | ὺ       | ὼ       | ᾲ        | ῂ        | ῲ        |     |
| —              | circunflejo | ῀ | ᾶ       |         | ῆ       | ῖ       |         | ῦ       | ῶ       | ᾷ        | ῇ        | ῷ        |     |
| suave          | —           | ᾿ | ἀ       | ἐ       | ἠ       | ἰ       | ὀ       | ὐ       | ὠ       | ᾀ        | ᾐ        | ᾠ        | ῤ   |
| suave          | agudo       | ῎ | ἄ       | ἔ       | ἤ       | ἴ       | ὄ       | ὔ       | ὤ       | ᾄ        | ᾔ        | ᾤ        |     |
| suave          | grave       | ῍ | ἂ       | ἒ       | ἢ       | ἲ       | ὂ       | ὒ       | ὢ       | ᾂ        | ᾒ        | ᾢ        |     |
| suave          | circunflejo | ῏ | ἆ       |         | ἦ       | ἶ       |         | ὖ       | ὦ       | ᾆ        | ᾖ        | ᾦ        |     |
| áspero         | —           | ῾ | ἁ       | ἑ       | ἡ       | ἱ       | ὁ       | ὑ       | ὡ       | ᾁ        | ᾑ        | ᾡ        | ῥ   |
| áspero         | agudo       | ῞ | ἅ       | ἕ       | ἥ       | ἵ       | ὅ       | ὕ       | ὥ       | ᾅ        | ᾕ        | ᾥ        |     |
| áspero         | grave       | ῝ | ἃ       | ἓ       | ἣ       | ἳ       | ὃ       | ὓ       | ὣ       | ᾃ        | ᾓ        | ᾣ        |     |
| áspero         | circunflejo | ῟ | ἇ       |         | ἧ       | ἷ       |         | ὗ       | ὧ       | ᾇ        | ᾗ        | ᾧ        |     |
| diéresis       | —           | ¨ |         |         |         | ϊ       |         | ϋ       |         |          |          |          |     |
| diéresis       | agudo       | ΅ |         |         |         | ΐ       |         | ΰ       |         |          |          |          |     |
| diéresis       | grave       | ῭ |         |         |         | ῒ       |         | ῢ       |         |          |          |          |     |
| diéresis       | circunflejo | ῁ |         |         |         | ῗ       |         | ῧ       |         |          |          |          |     |
| macrón         | —           | ˉ | ᾱ       |         |         | ῑ       |         | ῡ       |         |          |          |          |     |
| breve          | —           | ˘ | ᾰ       |         |         | ῐ       |         | ῠ       |         |          |          |          |     |

## Escritura con ordenador
Para escribir en un ordenador en el sistema politónico es necesario que tenga instalado algún tipo de letra Unicode que incluya el rango de caracteres griego y copto (U+0370 a U+03FF) y el griego extendido (U+1F00 a U+1FFF). Entre los más comunes, están los tipos Gentium y Ubuntu o Palatino Linotype. Además, el sistema operativo deberá contar con un teclado específico para la escritura del griego politónico.